# Detlev Redinger
Detlev Redinger (* 11. Februar 1949; † 22. August 2024) war ein deutscher Schauspieler und Synchronsprecher.

## Leben
Redinger war ein Darsteller in Kino-, Fernseh- und Serienproduktionen. Seine bekannteste Rolle war die des stotternden Herbert Fink in Hausmeister Krause – Ordnung muss sein. Zudem war Redinger mehrfach in verschiedenen Theaterproduktionen zu sehen.
Er sprach 2013 die Rolle des Feuerzangenbruders Brenner im Animationsfilm Ritter Rost und 2017 die Figur des Feuerzangenbruders Brutus in der Fortsetzung Ritter Rost 2.

## Filmografie
- 1986: Xaver und sein außerirdischer Freund
- 1987: Friedrich und Friederike
- 1992: Terror 2000 – Intensivstation Deutschland
- 1993: Eurocops (Fernsehserie)
- 1995: Zwei Tage Grau
- 1995: Der Sandmann
- 1996: Tatort – Heilig Blut
- 1998: Fünf-Uhr-Schatten
- 1998: Unter uns (Fernsehserie, als Wilhelm Hansen in den Episoden 862 bis 864)
- 1999–2010: Hausmeister Krause – Ordnung muss sein (Fernsehserie)
- 1999: Die Musterknaben 2
- 2002: Fickende Fische
- 2005: Zack! Comedy nach Maß (Comedy-Serie)
- 2005: Axel! will’s wissen (Comedy-Serie)
- 2005: Siegfried
- 2005: Alarm für Cobra 11 – Die Autobahnpolizei (Fernsehserie)
- 2005: Nikola (Fernsehserie)
- 2012: Nackt und in Farbe, Tom Gerhardt Live (Tournee)

## Synchronisation (Auswahl)
- 2013: Ritter Rost – Eisenhart & Voll verbeult,  als Feuerzangenbruder Brenner
- 2017: Ritter Rost 2 – Das Schrottkomplott, als Feuerzangenbruder Brutus